# Fabio Gjonikaj
Fabio Gjonikaj (sinh 25 tháng 5 năm 1995) là một thủ môn bóng đá Albania thi đấu cho FC Kamza mượn từ Partizani Tirana.